# Изкълчване
 Тази статия е за травмата в медицината.  За явлението в механиката вижте Загуба на устойчивост.  
Изкълчването (също луксация; на латински: Dyslocatio, -onis) е увреждане на ставите, което се характеризира с трайно и значително (над 1/4) разместване на ставните повърхности спрямо нормалното им положение. Частичното изкълчване е познато като сублуксация. Изкълчванията често се причиняват от внезапни травми по ставата, например вследствие на удар или падане. Изкълчването може да причини щети по околните връзки, сухожилия, мускули и нерви. Луксация може да настъпи при всяка голяма (рамо, коляно) или малка става (пръсти на ръцете и краката). Едно от най-често срещаните изкълчвания е това на рамото.
Според своята етиология, изкълчванията са два основни вида:
1. Травматични – настъпват при свръхнатоварване на ставите или при резки натоварвания в нехарактерна за ставата посока;
2. Симптоматични – настъпват при леки или умерено тежки натоварвания на патологично изменени стави. В тези случаи изкълчването се проявява като клиничен признак на вече съществуващо заболяване – дисплазия, увреждания на ставните връзки и/или ставните капсули, и други.

Клиничните признаци на изкълчването са:
- рязка, силна и непрекъсната болка, която се усилва при опит за движение;
- силен оток на ставата;
- невъзможност или силно ограничаване на движенията на ставата;
- миогенна контрактура в засегнатата област.

Лечението на изкълчването обикновено се осъществява чрез затворена репозиция, тоест квалифицирана манипулация за връщане на костите в обичайното им положение. Това трябва да се извършва само от обучено медицинско лице, тъй като може да нарани меките тъкани и/или нерви и кръвоносните съдове около луксацията. Процесът може да бъде много болезнен. След изкълчване на някои стави, рискът от повторното им изкълчване се повишава. Това важи особено за раменната става, след чието изкълчване е препоръчително да се прилага физиотерапия.

## Оказване на първа помощ
1. Успокойте пострадалия и му обяснете, че не трябва да се движи;
2. Ако е изкълчена става на крака, постелете дреха на земята и внимателно го поставете да легне по гръб;
3. Не правете опити да репозирате (оправяте) изкълчената става. При неправилни манипулации може да разкъсате кръвоносни съдове, нерви или ставни връзки и пострадалият да остане сакат до края на живота си;
4. Охладете за кратко изкълчената става, като поставите върху нея торбичка с лед или опаковка сладолед за 10 – 12 минути;
5. След като изминат 10-те минути, а ако не разполагате с охлаждащи агенти – веднага полейте дрехите или наложете върху ставата кърпа, напоена в оцет, олио или студена вода;
6. Потърсете медицинска помощ.

### Транспортиране на пострадал с изкълчване
1. Проверете всички възможности за специализиран медицински транспорт;
2. Опитайте се да потърсите медицинско лице (лекар, медицинска сестра, санитар), но не се бавете прекалено много;
3. Намерете здрав, дълъг предмет (чадър, крак от стол, дебела пръчка) и поставете центъра му върху засегнатата става; Пристегнете краищата на шината стабилно, но не прекалено силно към крайника;
4. Опитайте се да не движите или да ограничите до минимум движенията на засегнатата област по време на транспорта;
5. На всеки 10 – 15 минути поглеждайте ноктите на засегнатия крайник; ако видите, че са посинели, незабавно прекратете транспортирането и махнете всички връзки на фиксиращия предмет за 30 – 40 минути.